# Criminologia costitutiva
La criminologia costitutiva è una teoria criminologica introdotta da Stuart Henry e Dragan Milovanovic.

## Descrizione
Uno dei principi fondamentali di tale teoria è che il reato e il suo controllo non possono essere eliminati del tutto dal contesto sociale. Questa teoria ridefinisce il reato come «il danno causato dall'investimento umano nelle relazioni di potere». Si caratterizza per due tipi di danni: riduzione e repressione. I criminali sono descritti come «excessive investors investing energy to make a difference on others without those others having the ability to make a difference on them», mentre le vittime sono descritte come «who suffer the pain of being dined their own humanity, the power to make a difference»..

## Radici della criminologia costitutiva
1. Interazionismo simbolico secondo la quale le relazioni umane sono favorite da gesti, parole e altri simboli con significati convenzionali;
2. Costruttivismo sociale si riferisce al modo con cui i fenomeni sociali si creano, si stabilizzano e si trasformano in tradizioni;
3. Fenomenologia ritiene di sospendere tutte le ipotesi sulla causalità e sulle conseguenze in modo da scoprire il significato immediato dell'esperienza vissuta;
4. Etnometodologia